# Edmond-Edouard Husson
Edmond-Edouard Husson, francoski general, * 1883, † 1973.